# Гагаузія-Огузспорт
Футбольний клуб «Гагаузія-Огузспорт» або просто «Гагаузія-Огузспорт» (гаг. FC Gagauziya-Oguzsport) — молдавський футбольний клуб з міста Комрат, столиці АТО Гагаузія. Заснований в 1996 році. Виступає на стадіоні «Комрат», який вміщує 5000 глядачів. У сезоні 2010/11 років клуб дебютував в Національному Дивізіоні - вищій футбольній лізі Молдови.

## Історія
Клуб офіційно заснований в 1996 році під назвою «Університатя Комрат». Зараз ведуться суперечки, чи є «Університатя» правонаступницею ФК «Буджак» (Комрат). У сезоні 2009/10 років «Гагаузія» зайняла 3-тє місце в Дивізіоні «A». Срібний призер чемпіонату, «Лілкора», відмовилася від підвищення в класі, внаслідок чого клуб з Комрату отримав путівку до вищого дивізіону чемпіонату Молдови. У сезоні 2010/11 років «Гагаузія» зайняла 11-те місце в Національному Дивізіоні, внаслідок чого клуб повернувся в Дивізіон «А». У сезоні 2012/13 років практично весь склад «Гагаузії» був розпущений і гравці були набрані з Комратського СпортЛіцею. В липні 2015 року «Гагаузія» об'єдналася з іншим місцевим клубом - «Огузспортом», в сезоні 2015/16 команда розпочала виступи під назвою «Гагаузія-Огузспорт».

## Досягнення
- Кубок Молдови:
  -  Володар (1): 1992

- Національний дивізіон Молдови
  -  Бронзовий призер (1): 1992

## Статистика виступів
| Сезон   | Ліга                  | Місце | Кубок       |
| ------- | --------------------- | ----- | ----------- |
| 2007/08 | Дивізіон A Молдови    | 9     | 1/8 фіналу  |
| 2008/09 | Дивізіон A Молдови    | 4     | 1/16 фіналу |
| 2009/10 | Дивізіон A Молдови    | 3     | 1/32 фіналу |
| 2010/11 | Національний дивізіон | 11    | 1/16 фіналу |
| 2011/12 | Дивізіон A Молдови    | 9     | 1/16 фіналу |
| 2012/13 | Дивізіон A Молдови    | 11    | 1-ий раунд  |
| 2013/14 | Дивізіон A Молдови    | 10    | 2-ий раунд  |
| 2014/15 | Дивізіон A Молдови    | 12    | 1/8 фіналу  |

## Відомі гравці
- Сергій Александров
- Олексій Скала